# De Zijde
De Zijde was een aanduiding van de Hollandse Noordzeekust; daarnaast werd ook de aanduiding 'De Zijdkant' gehoord. De beide benamingen waren vooral gangbaar in de tijd waarin de provincies Noord-Holland en Zuid-Holland nog één geheel vormden. Dit was het geval vóór 1840. Voor zover bekend waren de aanduidingen niet officieel alhoewel ze binnen de literatuur wél in citaten worden aangetroffen. Die citaten hadden onder meer betrekking op de voormalige Zijdse kustvisserij die werd beoefend door Zijdse - of Kantvissers. Deze waren bewoners van dorpen aan De Zijde of Zijdkant. De hier vermelde streekaanduiding komt al voor in het aloude 16e-eeuwse Visboeck van Adriaen Coenen. 
Men maakte bij het toenmalige Holland een opdeling in een Noorderkwartier en een Zuiderkwartier. Het Noorderkwartier was het deel van Holland gelegen boven het IJ. Het Zuiderkwartier werd begrensd door Brabant en Zeeland. In de zojuist genoemde opdeling van Holland was zijn kuststrook niet begrepen. Daarvoor golden de bovenstaande aanduidingen. Die kuststrook had ondanks andere beschrijvingen een zekere economische waarde. De bewoners telden naast kustvissers en hun gezinnen tevens visdrogers en haringrokers. De Zijdse vissers sec werden in zekere citaten aangeduid als schamele vissers van de Zijde. Een dergelijke schamelheid had geen aantoonbare betrekking op hen die de twee bovenstaande nevenactiviteiten - haring roken en platvis drogen - als beroep uitoefenden.